# Sin-le-Noble
Sin-le-Noble ist eine französische Stadt mit 15.916 Einwohnern (Stand 1. Januar 2022) im Département Nord in der Region Hauts-de-France. Sie gehört zum Arrondissement Douai und zum Kanton Sin-le-Noble. Die Bewohner werden Sinois und Sinoises genannt.

## Geografie
Die Stadt Sin-le-Noble liegt im Nordfranzösischen Kohlerevier, zweieinhalb Kilometer östlich von Douai. Nachbargemeinden sind Douai im Westen und Norden Lallaing im Nordosten, Dechy im Osten, Férin im Süden, Lambres-lez-Douai im Südwesten, sowie Waziers im Nordwesten. Zur ehemaligen Steinkohlebergbaustadt gehört die ehemalige Bergarbeitersiedlung Cité du Puits du Midi. An den früheren Bergbau erinnern noch einige teilweise abgetragene Abraumhalden und Reste von Grubenbahnanlagen.

## Bevölkerungsentwicklung
| Jahr      | 1962   | 1968   | 1975   | 1982   | 1990   | 1999   | 2009   | 2021   |
| Einwohner | 14.794 | 16.065 | 18.664 | 18.122 | 16.472 | 16.974 | 16.345 | 15.603 |

## Sehenswürdigkeiten
- Kirche Saint-Martin, Neubau der Kirchenschiffe im neugotischen Stil aus der Mitte des 19. Jahrhunderts
- Abtei Beaulieu aus dem 13. Jahrhundert
- vier Wassertürme

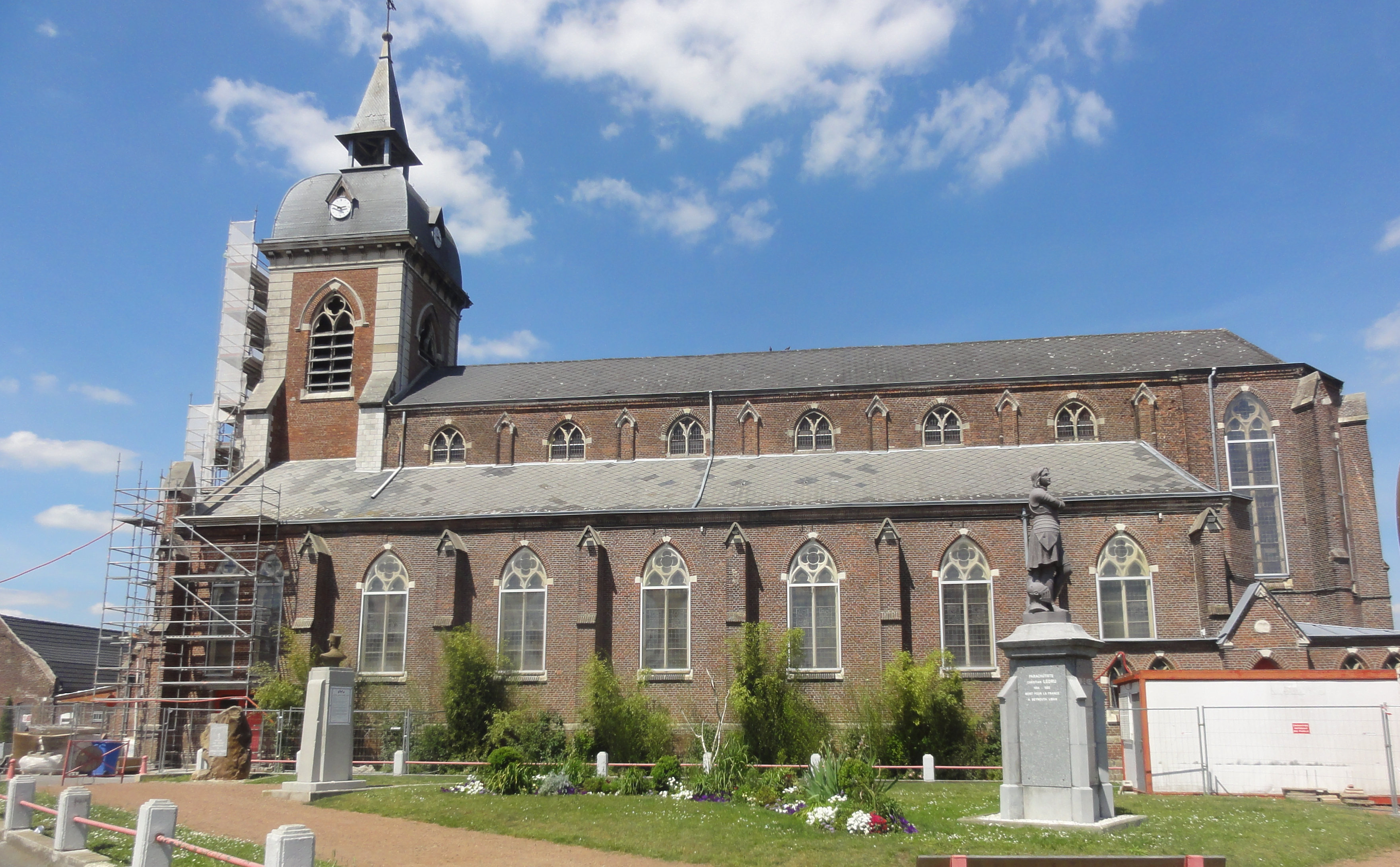
Kirche Saint-Martin
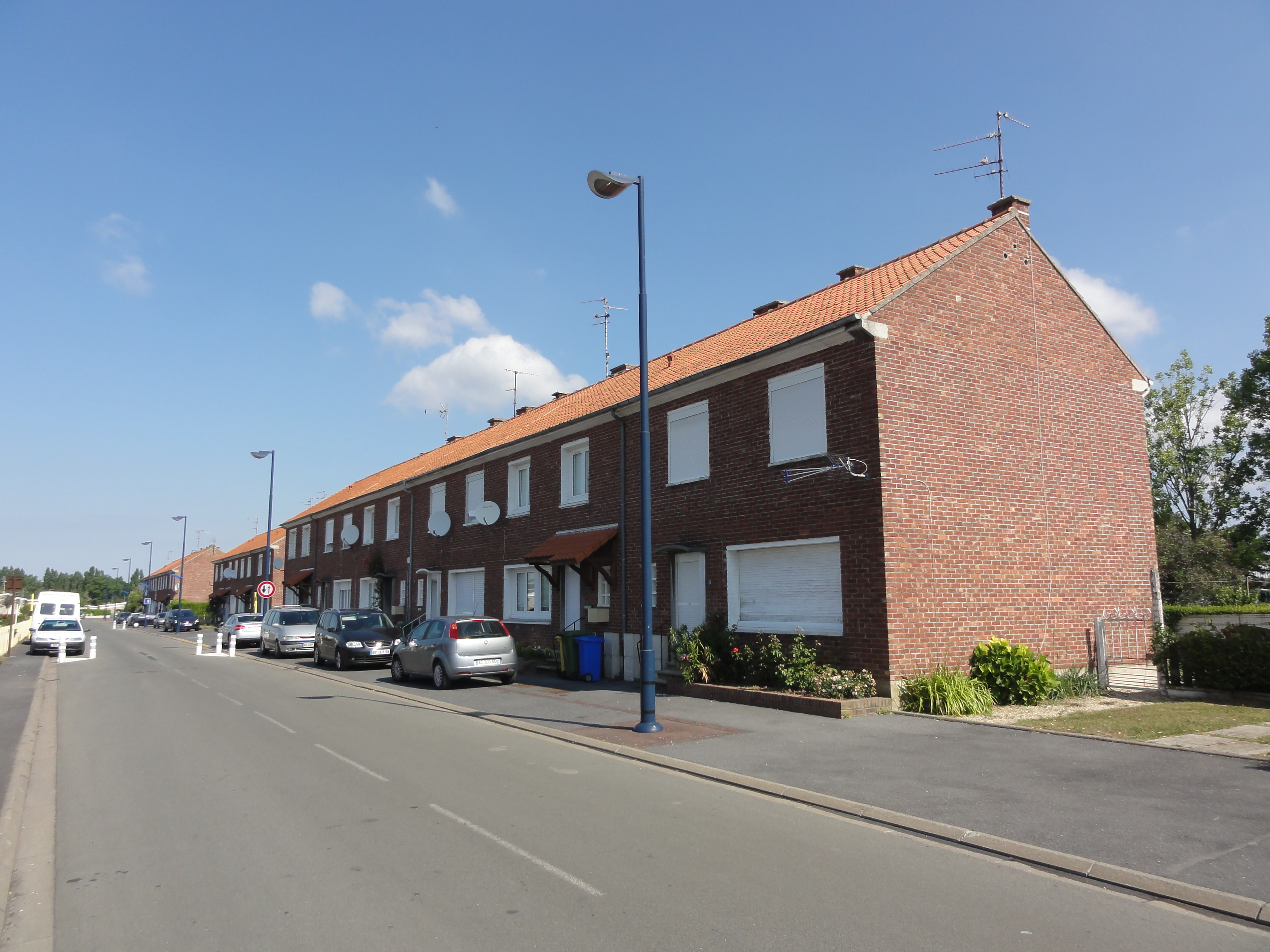
Ehemalige Bergarbeitersiedlung Cité du Puits du Midi
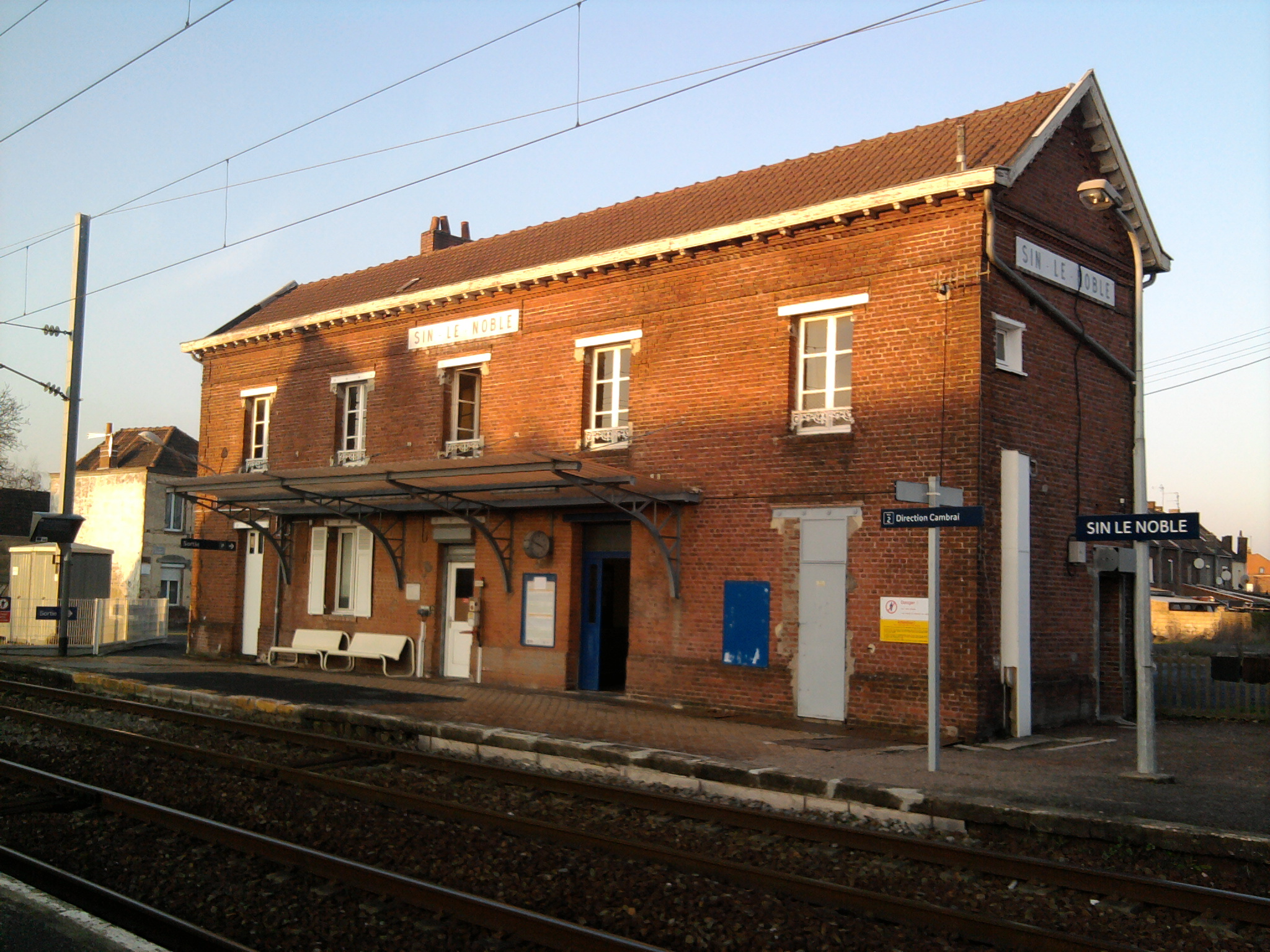
Bahnhof
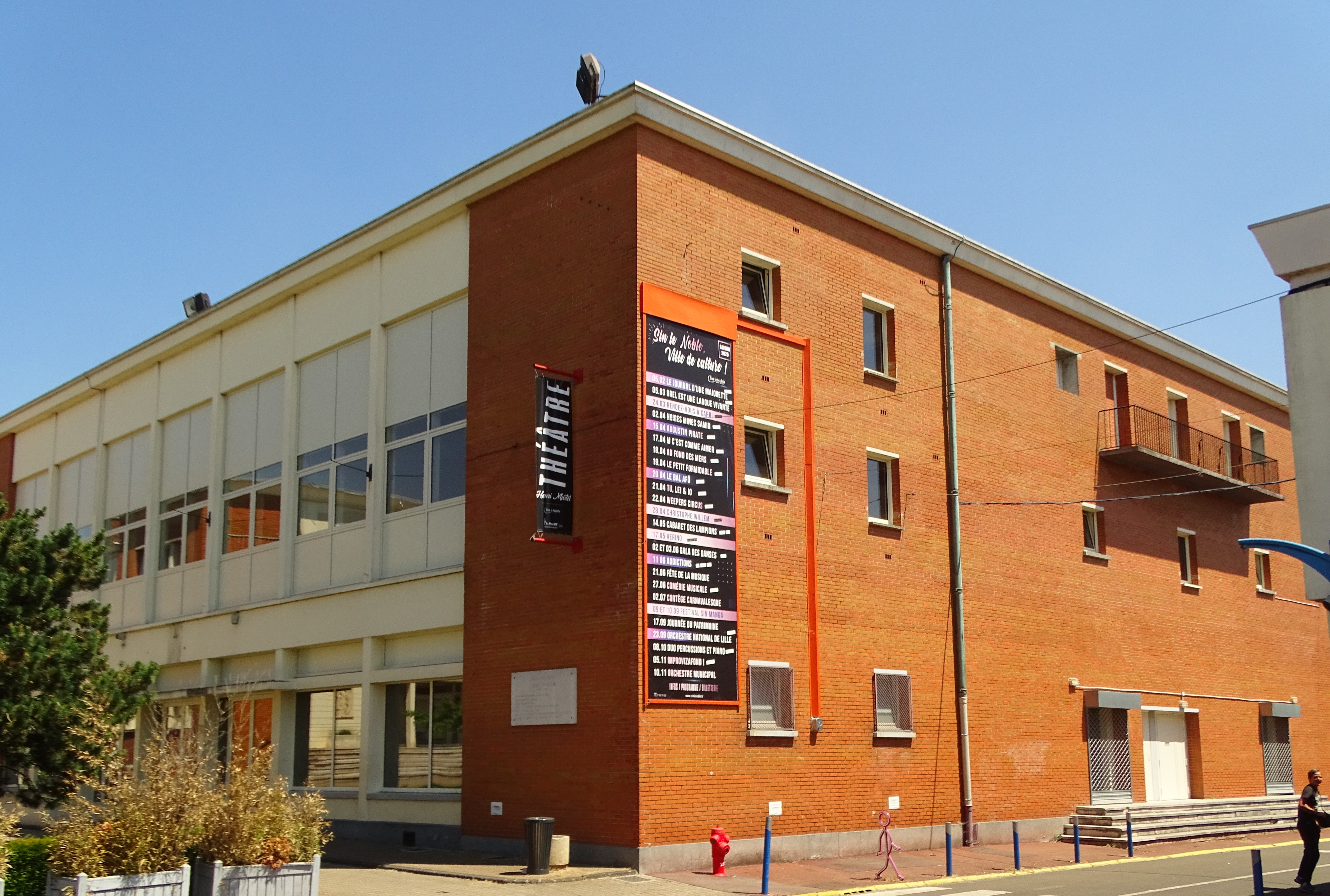
Festhalle
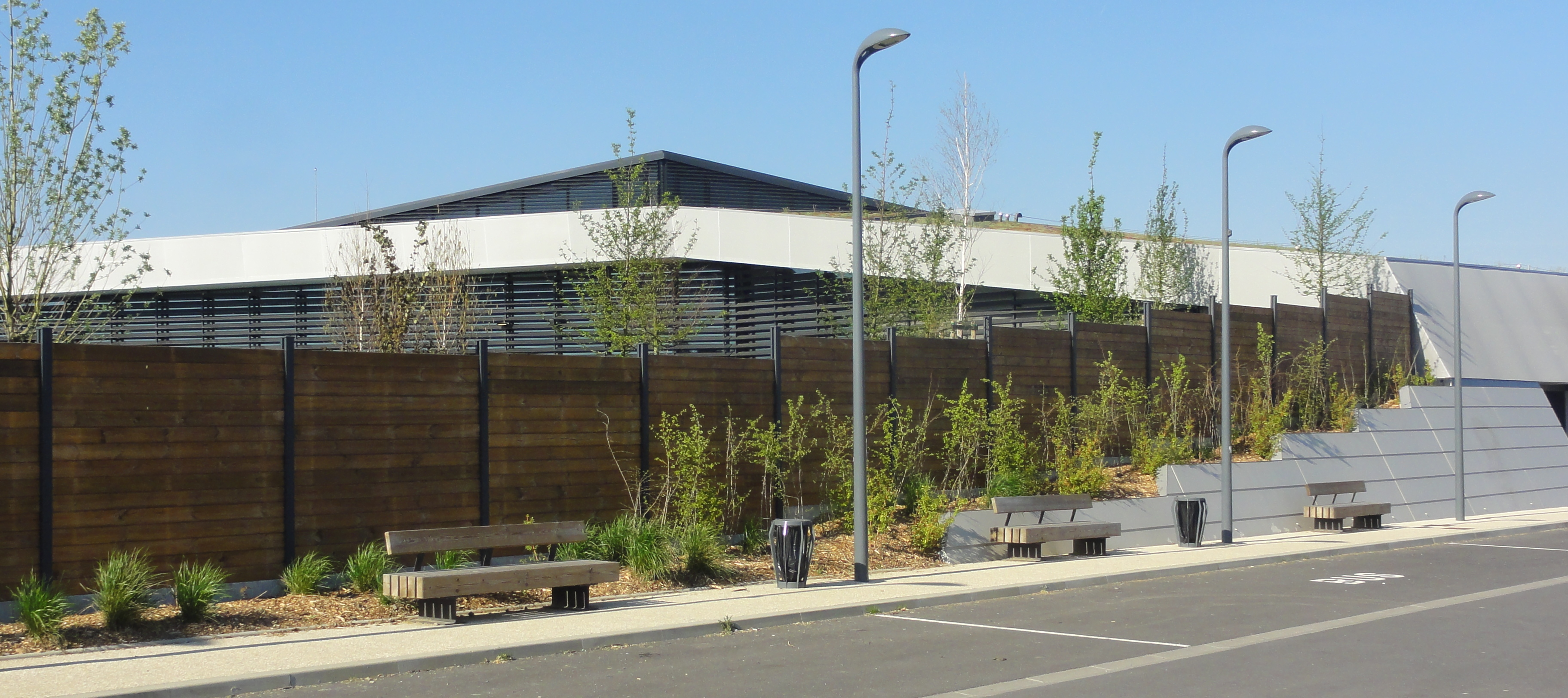
Schwimmbad
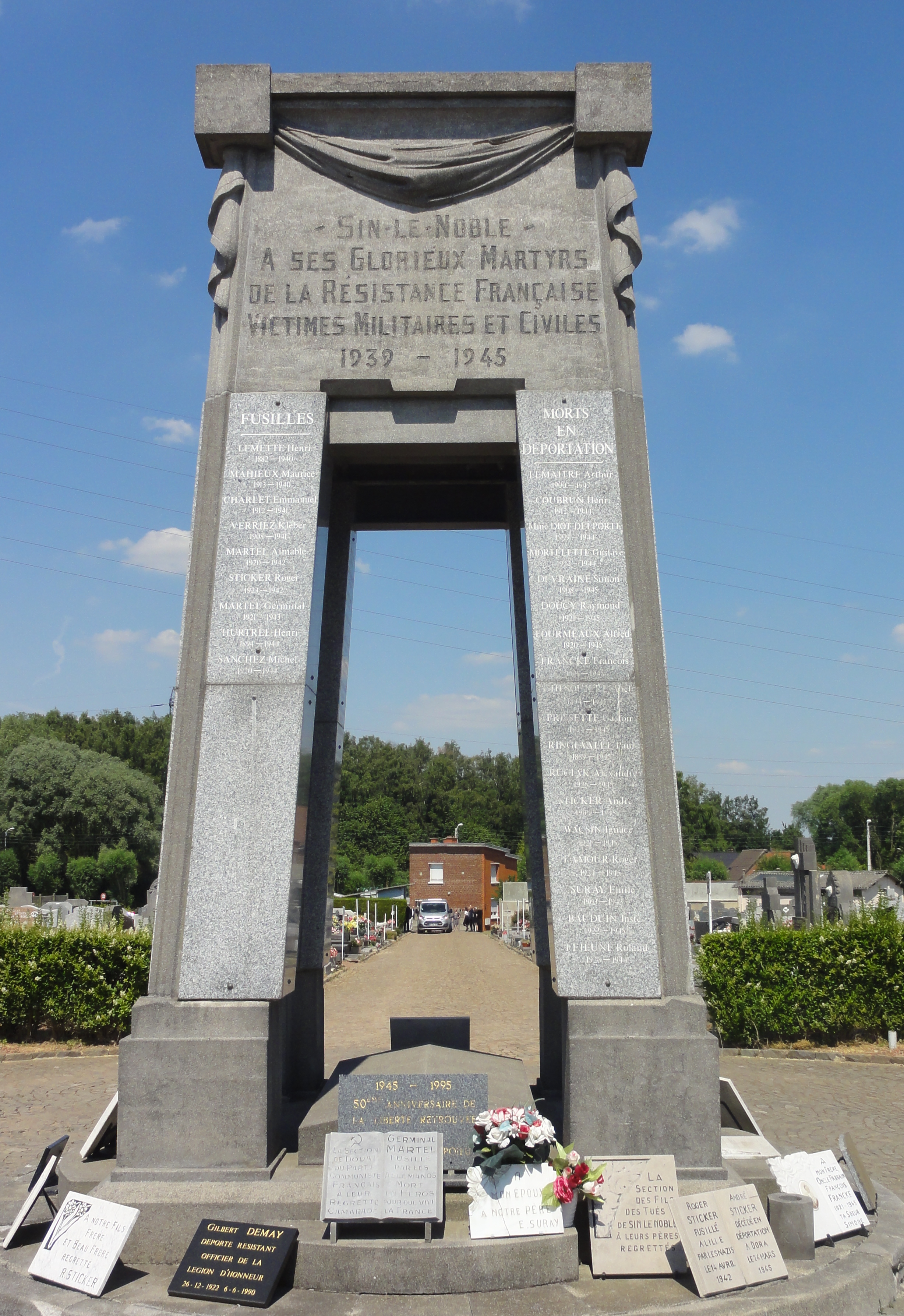
Gefallenendenkmal

## Städtepartnerschaften
- Cecina, Italien
- Gmina Siechnice, Polen
- Yéné, Senegal

## Persönlichkeiten
- Pierre-Jules Boulanger (1885–1950), französischer Manager, gilt als der geistige Vater des 2CVs, der sogenannten Ente, geboren in Sin-le-Noble
- Maurice Allard (1923–2005), französischer Fagottist und Komponist, geboren in Sin-le-Noble
- Maryan Jedrzejczak (1923–2005), französischer Fußballspieler, geboren in Sin-le-Noble